# 5015 Litke
5015 Litke eller 1975 VP är en asteroid i huvudbältet som upptäcktes den 1 november 1975 av den ryska astronomen Tamara Smirnova vid Krims astrofysiska observatorium på Krim. Den har fått sitt namn efter den ryske geografen Fjodor Litke.
Asteroiden har en diameter på ungefär fyra kilometer och den tillhör asteroidgruppen Flora.